# Троицкий (Андроповский район)
Троицкий — бывший хутор в Андроповском районе Ставропольского края:190. Располагался на правом берегу реки Суркуль, между сёлами Куршава и Солуно-Дмитриевское.

## История
По списку населённых мест Ставропольской губернии на 1920 год, хутор Троицкий числился в составе Крымгиреевской волости Александровского уезда:220. В 1922 году в Троицком образовалась первая коммуна, которую возглавил С. З. Пупыня:190.
В 1924 году в результате районирования Ставропольской губернии хутор вошёл в состав Курсавского района, образованного из волостей и населённых пунктов части бывшего Александровского уезда:174. В январе 1924 года президиум Александровского УИКа постановил определить в Троицком сельсовет со штатом из 2-х человек.
По спискам населённых мест Северо-Кавказского края на 1925—1926 гг., хутор Троицкий входил в состав Солуно-Дмитриевского сельсовета Курсавского района Ставропольского округа. В 1925 году в нём насчитывалось 127 дворов, 669 жителей и 2 пруда:277. В 1926 году хутор состоял из 143 дворов с 692 жителями (из них 675 — украинцы):265.
На карте Гентштаба Красной армии 1942 года в Троицком отмечено 78 дворов. С августа 1942 года хутор находился в оккупации. Освобождён 15 января 1943 года.
Упразднен в 1950-е гг. во время проводимой в СССР политики укрупнения колхозов. Местные жители были расселены по другим населенным пунктам. Территория хутора была распахана. Ежегодно бывшие жители хутора собирались на том самом месте на День Святой Троицы.
На карте Гентштаба 1985 года населённый пункт на этом месте отсутствует.

## Известные уроженцы
- Гусаков, Пётр Евтихиевич (1920—1995) — майор внутренних войск МВД СССР, Герой Советского Союза (1944)[10][2]:175.